# Discografia de Queens of the Stone Age
Este é um anexo com informações sobre a discografia da banda Queens of the Stone Age. Ao todo, a banda já lançou sete álbuns de estúdio, um álbum ao vivo, cinco extended plays (EPs), dezoito singles e vinte e três videoclipes.

## Álbuns de estúdio
| Ano  | Álbum | Posição | Posição | Posição | Posição | Posição | Posição | Posição | Posição | Posição | Posição | Posição | Posição | Posição | Posição | Posição | Posição | Certificações                                                          |
| Ano  | Álbum | EUA     | EUA THS | AUS     | AUT     | BEL     | DIN     | FIN     | FRA     | ALE     | IRL     | HOL     | NOR     | NZ      | SUE     | SUI     | UK      | Certificações                                                          |
| ---- | --- | ------- | ------- | ------- | ------- | ------- | ------- | ------- | ------- | ------- | ------- | ------- | ------- | ------- | ------- | ------- | ------- | ---------------------------------------------------------------------- |
| 1998 | Queens of the Stone Age - Lançado: 22 de setembro de 1998 - Relançado: 7 de março de 2011 - Label: Loosegroove (LG 0021-2) - Formato: CD, Cassette, LP | 122     | 16      | 34      | 75      | 30      | —       | —       | 138     | —       | 25      | 32      | —       | 25      | —       | 80      | 48      | - UK: Prata                                                            |
| 2000 | Rated R - Lançado: 6 de junho de 2000 - Relançado: 3 de agosto de 2010 - Label: Interscope (490683) - Formato: CD, LP                                  | 106     | 14      | 80      | —       | —       | —       | —       | 143     | 72      | 39      | —       | 35      | —       | —       | —       | 50      | - AUS: Ouro - UK: Ouro                                                 |
| 2002 | Songs for the Deaf - Lançado: 27 de agosto de 2002 - Label: Interscope (493425) - Formato: CD (+DVD), LP                                               | 17      | —       | 7       | 19      | 9       | 33      | 11      | 12      | 9       | 32      | 17      | 2       | 13      | 18      | 20      | 4       | - EUA: Ouro - AUS: Platina - CAN: Platina - NOR: Platina - UK: Platina |
| 2005 | Lullabies to Paralyze - Lançado: 22 de março de 2005 - Label: Rekords Rekords, Interscope (B0004186-02) - Formato: CD (+DVD), LP                       | 5       | —       | 2       | 5       | 2       | 12      | 8       | 10      | 8       | 1       | 4       | 1       | 6       | 2       | 4       | 4       | - AUS: Ouro - CAN: Ouro - UK: Ouro                                     |
| 2007 | Era Vulgaris - Lançado: 12 de junho de 2007 - Label: Rekords Rekords, Interscope (B0009039-02) - Formato: CD, LP                                       | 14      | —       | 4       | 4       | 2       | 8       | 6       | 22      | 5       | 2       | 7       | 5       | 4       | 6       | 4       | 7       | - CAN: Ouro                                                            |
| 2013 | ...Like Clockwork - Lançado: 4 de Junho de 2013 - Label: Matador Records - Formato: CD, download digital                                               | 1       | —       | 1       | 3       | 1       | 4       | 2       | 8       | 1       | 1       | 3       | 2       | 2       | 3       | 2       | 2       | - UK: Ouro                                                             |
| 2017 | Villains - Lançado: 25 de agosto de 2017 - Label: Matador Records - Formato: CD, download digital                                                      | 3       | —       | 1       | 2       | 2       | 8       | 2       | 4       | 2       | 2       | 1       | 2       | 1       | 7       | 1       | 1       | - UK: Prata                                                            |
| 2023 | In Times New Roman... - Lançado: 16 de junho de 2023 - Label: Matador Records - Formato: CD, LP, DD                                                    | —       | —       | —       | —       | —       | —       | —       | —       | —       | —       | —       | —       | —       | —       | —       | —       |                                                                        |

## Ao vivo
| Ano  | Álbum | Posição | Posição |
| Ano  | Álbum | US      | GER     |
| ---- | --- | ------- | ------- |
| 2005 | Over the Years and Through the Woods - Lançado: 22 de novembro de 2005 - Label: Interscope Records (Int #5718) - Formatos: CD, DVD | 186     | 100     |

## EPs
| Ano  | Álbum |
| ---- | --- |
| 1996 | Gamma Ray - Lançado: janeiro de 1996 - Label: Mans Ruin Records - Formatos: LP                                                 |
| 1997 | Kyuss/Queens of the Stone Age - Lançado: dezembro de 1997 - Label: Mans Ruin Records (MRR #751009) - Formatos: CD, LP(bootleg) |
| 1998 | The Split CD - Lançado: 1 de abril de 1998 - Label: Mans Ruin Records (MRR #643897) - Formatos: CD, LP                         |
| 2002 | Sample This School Boy - Lançado: 2002 - Label: Interscope Records (MRR #643897) - Formatos: CD                                |
| 2004 | Stone Age Complication - Lançado: 2004 - Label: Interscope Records (Int #0002467) - Formatos: CD, LP(bootleg)                  |

## Singles
| Ano  | Música                             | Posição | Posição  | Posição  | Posição | Posição | Posição | Posição | Posição | Posição | Posição | Álbum                         |
| Ano  | Música                             | EUA     | EUA Main | EUA Alt. | AUS     | AUT     | FIN     | ALE     | IRL     | HOL     | UK      | Álbum                         |
| ---- | ---------------------------------- | ------- | -------- | -------- | ------- | ------- | ------- | ------- | ------- | ------- | ------- | ----------------------------- |
| 1996 | "If Only Everything"               | —       | —        | —        | —       | —       | —       | —       | —       | —       | —       | Kyuss/Queens of the Stone Age |
| 1998 | "If Only"                          | —       | —        | 34       | —       | —       | —       | —       | —       | —       | —       | Queens of the Stone Age       |
| 2000 | "The Lost Art of Keeping a Secret" | —       | 21       | 36       | —       | —       | —       | —       | —       | —       | 31      | Rated R                       |
| 2000 | "Feel Good Hit of the Summer"      | —       | —        | 30       | —       | —       | —       | —       | —       | —       | —       | Rated R                       |
| 2000 | "Monsters in the Parasol"          | —       | —        | —        | —       | —       | —       | —       | —       | —       | —       | Rated R                       |
| 2002 | "No One Knows"                     | 51      | 5        | 1        | —       | —       | —       | —       | 26      | 39      | 15      | Songs for the Deaf            |
| 2003 | "Go with the Flow"                 | 116     | 24       | 7        | 39      | —       | —       | —       | 21      | 50      | 21      | Songs for the Deaf            |
| 2003 | "First It Giveth"                  | —       | —        | —        | —       | —       | —       | —       | —       | —       | 33      | Songs for the Deaf            |
| 2005 | "Little Sister"                    | 88      | 13       | 2        | 40      | —       | —       | 65      | 18      | 55      | 13      | Lullabies to Paralyze         |
| 2005 | "In My Head"                       | —       | 39       | 32       | —       | —       | —       | —       | 44      | —       | 44      | Lullabies to Paralyze         |
| 2005 | "Burn the Witch"                   | —       | —        | 40       | —       | —       | —       | —       | 36      | —       | —       | Lullabies to Paralyze         |
| 2007 | "Sick, Sick, Sick"                 | —       | 37       | 23       | —       | 65      | 18      | 77      | 18      | 91      | 65      | Era Vulgaris                  |
| 2007 | "3's & 7's"                        | —       | —        | 25       | —       | —       | —       | —       | 19      | —       | 19      | Era Vulgaris                  |
| 2007 | "Make It wit Chu"                  | —       | —        | —        | —       | —       | —       | 90      | 43      | 38      | 101     | Era Vulgaris                  |
| 2013 | "My God Is the Sun"                | —       | 37       | 17       | —       | —       | —       | —       | 92      | 77      | 118     | ...Like Clockwork             |
| 2013 | "I Sat by the Ocean"               | —       | —        | 15       | —       | —       | —       | —       | —       | —       | —       | ...Like Clockwork             |
| 2017 | "The Way You Used to Do"           | —       | —        | 11       | —       | —       | —       | —       | —       | —       | —       | Villains                      |
| 2017 | "The Evil Has Landed"              | —       | —        | —        | —       | —       | —       | —       | —       | —       | —       | Villains                      |
| 2023 | "Emotion Sickness"                 | —       | —        | —        | —       | —       | —       | —       | —       | —       | —       | In Times New Roman...         |
| 2023 | "Carnavoyeur"                      | —       | —        | —        | —       | —       | —       | —       | —       | —       | —       | In Times New Roman...         |
| 2023 | "Paper Machete"                    | —       | —        | —        | —       | —       | —       | —       | —       | —       | —       | In Times New Roman...         |

## Videografia
| Canção                               | Ano  | Diretor(es)                |
| ------------------------------------ | ---- | -------------------------- |
| "The Lost Art of Keeping a Secret"   | 2000 | John Pirozzi               |
| "Monsters in the Parasol"            | 2000 | Bob Stevenson              |
| "Feel Good Hit of the Summer"        | 2000 | —                          |
| "No One Knows"                       | 2002 | Dean Karr                  |
| "Go with the Flow"                   | 2003 | Shynola                    |
| "First It Giveth"                    | 2003 | —                          |
| "Little Sister"                      | 2005 | Nathan Cox, Josh Homme     |
| "Someone's in the Wolf"              | 2005 | Chapman Baehler            |
| "Everybody Knows That You're Insane" | 2005 |                            |
| "In My Head"                         | 2005 | Associates in Science      |
| "Burn the Witch"                     | 2006 | Chapman Baehler            |
| "Sick, Sick, Sick"                   | 2007 | Brett Simon                |
| "3's & 7's"                          | 2007 | Paul Minor                 |
| "Make It wit Chu"                    | 2007 | Rio Hackford, Raub Shapiro |
| "I'm Designer"                       | 2008 | Liam Lynch                 |
| "I Appear Missing"                   | 2013 | Boneface, Liam Brazier     |
| "Kalopsia"                           | 2013 | Boneface, Liam Brazier     |
| "Keep Your Eyes Peeled"              | 2013 | Boneface, Liam Brazier     |
| "If I Had a Tail"                    | 2013 | Boneface, Liam Brazier     |
| "My God Is the Sun"                  | 2013 | Boneface, Liam Brazier     |
| "Smooth Sailing"                     | 2014 | Hiro Murai                 |
| "The Way You Used to Do"             | 2017 | Jonas Åkerlund             |
| "Head Like a Haunted House"          | 2018 | Liam Lynch                 |